# Межлумова, Анна Ильинична
Межлумова, Анна Ильинична (1914 год, станица Ильинская (Краснодарский край), Краснодарский край — 2007, Волгодонск, Ростовская область) — учёная-химик, изобретательница высокооктанового бензина. Преподавательница Грозненского государственного нефтяного института. Заведующая лабораторией Грозненского НИИ нефтяной промышленности. Награждена золотой медалью «За успехи в народном хозяйстве СССР» и золотой медалью ВДНХ за изобретение высокооктанового бензина (с октановым числом 95, известного как бензин АИ-95). Кандидат химических наук (1954). Автор 19 изобретений в области нефти и синтетических масел.

## Биография
Анна Ильинична Межлумова родилась на Кубани, в станице Ильинская Новопокровского района Краснодарского края в 1914 году.
Мечтала стать учителем, подавала документы в Ростовский педагогический институт. Но отец и муж Анны были нефтяниками, поэтому комиссия направила Анну в Грозненский нефтяной институт. Родила сына- Бориса, который станет преподавателем английского языка.
Великая Отечественная война застала Анну работающей в лаборатории завода, который выпускал авиамасла. Ей поручили подготовку завода к эвакуации на Урал. Грозный подвергался бомбежкам, но заводы немецкая авиация не бомбила, надеясь захватить Кавказ. За проявленные мужество и стойкость Анна Межлумова была награждена медалью «За оборону Кавказа».
Советский Союз остро нуждался в высококачественном топливе. И. В. Сталин отправил в Грозный группу специалистов с напутствием: «Пока не получится, в Москву не возвращайтесь!»
В 1945 году Анна Межлумова возглавила Центральную лабораторию Грозненского нефтеперерабатывающего завода. В ходе экспериментов ей и группе химиков под её руководством удалось найти формулу высокооктанового бензина (с октановым числом 76).
За это открытие Анна Ильинична Межлумова была награждена золотой медалью «За успехи в народном хозяйстве СССР» и золотой медалью ВДНХ за изобретение высокооктанового бензина (с октановым числом 76).
В 1954 году в Москве защитила диссертацию на соискание учёной степени кандидата химических наук . Работала преподавателем Грозненского нефтяного института.
Автор 19 изобретений в области нефти и синтетических масел.
В начале 1990-х годов судьба подвергла Анну Межлумову новым испытаниям. Внук и правнучка были вывезены из Грозного первыми. Её дом был разрушен. В 1995 году Анна Ильинична покинула вместе с сыном Грозный, семья попыталась обосноваться в Воронеже, но пришлось уехать и оттуда.
Впоследствии Анна Межлумова более десяти лет прожила в маленькой комнате общежития в городе Волгодонске Ростовской области.
Скончалась в 2007 году в Волгодонске.

## Основные труды
- Способ получения нафталина (соавт.)[4].
- Способ получения бензола и ксилолов (соавт.).
- Способ получения крезолов (соавт.)
- Способ получения крекингового кокса (соавт.).
- Способ получения сверхвысокого кремнеземного алкиламмониевого цеолата (соавт.)
- Способ получения бензина (соавт.)
- Способ получения катализатора для окисления серосодержащих соединений и выделения серы по процессу Клауса(соавт.)
- Катализаторы для гидропереалкирования, гидроалкирования и гидрокрекинга ароматических углеводородов (соавт.)

## Почётные звания и награды
- Золотая медаль «За успехи в народном хозяйстве СССР»
- Золотая медаль ВДНХ за изобретение высокооктанового бензина (с октановым числом 76)
- Медаль «За оборону Кавказа» (1944)